# دوري بونير لكرة القدم 2015–16
دوري بونير لكرة القدم 2015–16 هو موسم من دوري بونير لكرة القدم. كان عدد الأندية المشاركة فيه 9، وفاز فيه SV Atlétiko Flamingo ‏.